# デチモマンヌ航空基地
デチモマンヌ軍用空港「G・ファリーナ」（イタリア語：Aeroporto Militare Decimomannu、G. Farina）は、イタリア共和国サルデーニャ州カリャリ県デチモマンヌに所在するイタリア空軍の軍用空港。

## 概要
1939年に建設され、第二次世界大戦ではフランスや地中海域に展開するイギリス軍に対する航空作戦の拠点となった。1944年にはアメリカ軍が占領し、アメリカ陸軍航空軍第12空軍第319爆撃群がイタリア各地への爆撃の拠点として使用する。
大戦後の1954年に北大西洋条約機構（NATO）はパイロットの高度な共通訓練の必要性を認め、戦中のままに置かれていた本飛行場を選定し、NATO基準で飛行場の整備をする。NATOの援助のもとで改良された飛行場には航空兵器訓練施設（Air Weapons Training Installation、AWTI）が設けられた。1976年からはNATOの異機種間空中戦訓練（Dissimilar Air Combat Training、DACT）に使用される。
また、再軍備により復活した西ドイツ空軍の訓練を国外で実施する必要があったため、1960年に在伊ドイツ空軍訓練区域司令部が設立され、その後は在伊空軍戦術訓練コマンドに改編され現在に至る。
訓練については激しい機動を伴う戦闘訓練であるため、制限空域が指定されている。南西海岸方面にD40禁止域が自律的戦闘機動訓練施設（A-ACMI）のために指定され、地上攻撃訓練のためにオスタリノ南西のフラスカ岬にR59地区がある。テウラーダ軍区（R46）はより大規模な部隊単位でのNATO機動訓練に使用される。イタリア空軍と事業体は試験用とのためにR39とD33制限区域を設けている。ヘリコプター部隊については低空飛行で錯綜する危険性から永久に飛行場には配備されないとされる。
イタリア空軍やカラビニエリのほか、アメリカ合衆国軍、カナダ空軍、イギリス軍、フランス空軍、ドイツ連邦空軍、オランダ空軍、ベルギー空軍、スペイン空軍、ポルトガル空軍、デンマーク空軍、ノルウェー空軍、チェコ空軍、ハンガリー空軍およびトルコ空軍が訓練で使用するほか、北大西洋条約機構の非加盟国であるスウェーデン空軍、スイス空軍、イスラエル空軍およびロシア空軍が訓練で使用した実績がある。特に、冷戦終結後にNATOのACMI所属機と旧ワルシャワ条約機構軍の機体との間で、初めての模擬空戦がこの地で実施された。
南東南約10kmの位置に商業空港であるカリャリ・エルマス空港が所在している。